# Der Weg nach Rio (1947)
Der Weg nach Rio (Originaltitel: Road to Rio) ist eine US-amerikanische Filmkomödie in schwarz-weiß aus dem Jahr 1947. Regie führte Norman Z. McLeod nach einem Drehbuch von Edmund Beloin und Jack Rose. Die Hauptrollen spielten Bob Hope, Bing Crosby und Dorothy Lamour. Es ist der fünfte Film der Reihe Der Weg nach ….

## Handlung
Die beiden Musiker Hot Lips Barton und Scat Sweeney finden auf der Flucht vor den zornigen Vätern junger Mädchen, denen die beiden die Hochzeit versprochen haben, ein Engagement in einem Zirkus. Hot Lips soll dabei auf einem Hochseil Fahrrad fahren. Da er das noch nie zuvor getan hat, geht es sehr schnell schief. Zwar kann sich Hot Lips am Seil festhalten, die herunterfallenden Hilfsmittel setzen aber den gesamten Zirkus in Brand. Hot Lips und Scat fliehen und werden vom Zirkusdirektor, der sein Geld zurückhaben will, verfolgt. So werden sie dazu gezwungen, sich als blinde Passagiere auf einem Schiff nach Brasilien zu verstecken. Sie kommen verkleidet als Fleischlieferanten an Bord, wobei Hot Lips eine Rinderhälfte darstellt und deshalb die ersten Stunden im Kühlraum hängt. Später logieren die beiden in einem Rettungsboot, wo sie auf die weinende Lucia Maria de Andrade aufmerksam werden, die in Selbstmordabsicht von Bord springen will. Scat kann sie davon abhalten und verliebt sich in sie. Ihr Problem: sie soll Sherman Mallory heiraten, den sie nicht liebt, und der es nur auf ihre Ländereien abgesehen hat. Unterstützt wird er dabei von seiner Schwester Catherine Vail, die Lucia beaufsichtigt und die beiden Schläger Trigger und Tony zur Verfügung hat. Zudem kontrolliert Catherine Lucia durch Hypnose und bringt sie so dazu, Scat und Hot Lips an die Schiffsleitung zu verraten. Bis diese die beiden aber nach einer längeren Verfolgungsjagd gefasst hat, kommt Lucia wieder zu sich und bringt Kapitän Harmon dazu, die beiden in das Schiffsorchester aufzunehmen, wo sie das Geld für die Überfahrt verdienen können.
Bei der Ankunft in Rio schmuggeln Scat und Hot Lips Lucia in einem Kontrabasskasten von Bord. Sie kommen bei dem Klubbesitzer Cardoso unter, weil sie ihm vorspielen, eine amerikanische Musikgruppe zu leiten. Dazu verpflichten sie eine dreiköpfige Gruppe von der Straße und lehren jeden der drei einen Satz in Englisch. Beim ersten Auftritt der „Gruppe“ sind jedoch Catherine und Sherman im Publikum. Lucia möchte kurz mit ihnen sprechen und wird dabei wieder hypnotisiert. Deswegen verrät sie Cardoso, was es mit der amerikanischen Gruppe auf sich hat. Als Catherine und Sherman gehen, nehmen sie Lucia mit; Scat und Hot Lips werden von Cardoso gefeuert. Bald kommt Catherine auf Scat und Hot Lips zu und bietet ihnen 10000 Dollar dafür, Lucia zu vergessen und Brasilien zu verlassen. Sie lädt die beiden zu einem Treffen ein, bringt sie dort aber mit Hypnose dazu, ein Duell gegeneinander austragen zu wollen. Zu diesem Zweck bringen Trigger und Tony die beiden in einen Park und verschwinden dann wieder. Erst im letzten Augenblick kommen die beiden wieder zu sich. Auf der Suche nach Lucia, die in Campinas Sherman heiraten soll, treffen die beiden auf den Anwalt Rodrigues, der die Hochzeit ebenfalls verhindern will. Er erzählt ihnen von Papieren, die sie von Catherine stehlen und dem Präfekten der Gegend, der die Hochzeit durchführen soll, übergeben sollen. Rodrigues bezahlt ihnen auch den Flug. Auf der Hochzeitsfeier gelingt es Scat und Hot Lips, die Papiere an sich zu bringen. Nach einer Verfolgungsjagd, in deren Verlauf sie Trigger und Tony hypnotisieren und mit ihrem Patty Cake Trick ausschalten können, gelingt es ihnen, die Papiere auszuhändigen und die Hochzeit zu stoppen.
Zurück in den USA, bei den Niagarafällen, kommt Scat in Hot Lips Zimmer und erfährt, dass dieser Lucia geheiratet hat. Er versteht das nicht, bis er beobachtet, wie Hot Lips Lucia hypnotisiert.

## Produktion

### Produktionsfirmen
Der Weg nach Rio wurde von Paramount Pictures, Bing Crosby Enterprises und Hope Enterprises produziert. Es war der erste von drei Filmen der Der Weg nach … Reihe, die von Bob Hope und Bing Crosby mitproduziert wurden.

### Cast & Crew
Die Hauptrollen spielten, wie in bis dahin allen Filmen der Der Weg nach…-Reihe, Bob Hope, Bing Crosby und Dorothy Lamour. Für Oscar-Gewinnerin Gale Sondergaard war es einer der letzten Filme, bevor sie auf Hollywoods Schwarze Liste kam.
The Wiere Brothers, die drei Brüder Herbert, Harry und Sylvester Vetter, die vor dem Nationalsozialismus geflohen und in den USA erfolgreiche Komiker geworden waren, hatten in Der Weg nach Rio einen vielbeachteten Auftritt als die drei brasilianischen Musiker. Jerry Colonna, der zusammen mit Bob Hope im Radio aufgetreten war, hatte ein Cameo als Mitglied der Kavalleriegruppe, die gegen Ende des Films mehrfach eingeblendet wird.
Für die Kostüme in Der Weg nach Rio war Edith Head verantwortlich, für das Szenenbild Hans Dreier, Earl Hedrick, Sam Comer und Ray Moyer. Die Maske unterstand Wally Westmore.

### Dreharbeiten
Die Dreharbeiten von Der Weg nach Rio liefen laut dem American Film Institute von Anfang Januar bis Anfang März 1947, laut zeitgenössischen Zeitungen starteten sie aber bereits im Dezember 1946. So gibt das Independent Exhibitors Film Bulletin den 26. Dezember 1946 an. Gedreht wurde in den Paramount Studios, lediglich zwei Tage wurden außerhalb on Location verbracht.

### Musik
Die Filmmusik stammte von Robert Emmett Dolan, der dafür eine Oscarnominierung erhielt.
Wie bei den anderen Der Weg nach…-Filmen auch, spielen die Lieder eine große Rolle im Film. Fünf Lieder wurden von Jimmy Van Heusen (Musik) und Johnny Burke (Text) für den Film geschrieben. You Don’t Have to Know the Language war der erste gemeinsame Auftritt von Bing Crosby und den Andrews Sisters in einem Film. In Der Weg nach Rio wird das Lied bei einer Show des Schiffsorchesters vorgetragen. Laut dem American Film Institute wurde das Lied ein großer Erfolg für die Andrews Sisters. But Beautiful nimmt in Der Weg nach Rio die Rolle des Liebeslieds ein, das Bing Crosby in jedem Film der Reihe Dorothy Lamour gegenüber singt. Dies geschieht, als die beiden, kurz nachdem sie sich kennenlernen, auf dem Schiff spazieren gehen. Auch dieses Lied war erfolgreich, es belegte Platz 2 in der von Variety veröffentlichten Liste der Hits mit dem größten Radiopublikum des Jahres 1948. Dazu kommen noch Apalachicola, FLA, das Lied, das Bob Hope und Bing Crosby am Anfang des Films im Zirkus vortragen, und Experience, gesungen von Dorothy Lamour während der Aufführung im Klub in Rio. Diese vier Lieder wurden mit teilweise veränderten Interpreten 1948 von Decca Records auf einer Platte veröffentlicht. Das fünfte Lied, For What? wurde im Film nicht gesungen.
Zudem verwendet Der Weg nach Rio auch das bekannte Lied Brazil von Ary Barroso im Vorspann und in der Filmmusik.

### Aufführungen
Der Weg nach Rio wurde am 25. Dezember 1947 uraufgeführt. Der Film wurde von Paramount Pictures vertrieben.
Die deutsche Erstaufführung war am 21. November 1949.

### Synchronisation
An der Synchronisation von Der Weg nach Rio waren neben anderen beteiligt:
| Rolle            | Schauspieler   | Synchronsprecher |
| ---------------- | -------------- | ---------------- |
| Hot Lips Barton  | Bob Hope       | Georg Thomalla   |
| Scat Sweeney     | Bing Crosby    | Paul Klinger     |
| Maria de Andrade | Dorothy Lamour | Friedel Schuster |

## Rezeption

### Kritiken
Das Tomatometer bei Rotten Tomatoes gibt Der Weg nach Rio satte 100 % bei sieben ausgewerteten Kritiken; weniger beeindruckend ist dabei allerdings die durchschnittliche Wertung von 6,9 aus 10.
Im Vergleich zu den früheren Filmen der Reihe sei Der Weg nach Rio weniger glatt und auch weniger verrückt, nicht immer ganz so witzig, dafür aber länger. Es sei vielleicht nicht der beste der Filme, aber einer der erinnerungswürdigsten. Trotz allem sei er eine erstklassige Komödie und teilweise besser als alles, was Bob Hope und Bing Crosby sonst gemacht haben. Der Inhalt sei nichts Besonderes, er solle nur Gelegenheit zu Witzen und Liedern geben. Allerdings meint Derek Winnert, der Film habe mehr Inhalt als die anderen der Reihe. Glücklicherweise störe das die Komödie aber nicht. Es wird darauf hingewiesen, dass der Film Witze habe, für deren Verständnis detailliertes Wissen der Nachkriegszeit in Hollywood nötig und daher für moderne Kinozuschauer nur schwer verständlich sei.
Mehrfach werden die Brüder Wiere in den Kritiken erwähnt. Sie würden die Hauptrollen sehr gut mit beim Humor unterstützen, wobei Craig Butler besonders auf die Witze mit dem sehr eingeschränkten Englischwortschatz hinweist. Auch der Cameoauftritt von Jerry Colonna war einigen Rezensenten eine Erwähnung wert.
Craig Butler äußerte sich auch zu den Liedern im Film. Er hob But Beautiful hervor, und auch das, was Dorothy Lamour aus Experience mache. Ganz besonders gefalle ihm aber You Don’t Have to Know the Language. P. S. Harrison fand die Lieder ebenfalls gut, sah aber kein Hitpotenzial darin.

### Finanzielles Ergebnis
Laut Variety war Der Weg nach Rio mit einem Gewinn von 4,5 Millionen Dollar in den USA und Kanada der erfolgreichste Film des Jahres 1948. Es war auch der erfolgreichste Film der Reihe Der Weg nach …, allerdings nur knapp vor Der Weg nach Utopia. Die Produktion kostete 2,4 Millionen Dollar.

## Nominierung
Robert Emmett Dolan war bei der Oscarverleihung 1948 in der Kategorie Beste Filmmusik (Musikfilm) nominiert. Der Oscar ging jedoch an Alfred Newman für Es begann in Schneiders Opernhaus.